# Lucila Venegas
Lucila Venegas Montes (Guadalajara, México - 23 de abril de 1981) es una árbitra de fútbol mexicana internacional desde el 2008.

## Partidos internacionales
A continuación se listan los partidos internacionales donde ha actuado como árbitra principal.

### Preolímpico femenino de Concacaf
| Preolímpico femenino de Concacaf | Preolímpico femenino de Concacaf | Preolímpico femenino de Concacaf | Preolímpico femenino de Concacaf | Preolímpico femenino de Concacaf | Preolímpico femenino de Concacaf         | Preolímpico femenino de Concacaf | Preolímpico femenino de Concacaf |
| Fecha                            | Partido                          | Sede                             | Fase                             | Amonestado                       | Otorgado · Otorgado otra vez · Expulsado | Expulsado                        | Anotado · Penal                  |
| -------------------------------- | -------------------------------- | -------------------------------- | -------------------------------- | -------------------------------- | ---------------------------------------- | -------------------------------- | -------------------------------- |
| 6 de octubre de 2011             | Guatemala 2 – 5 Costa Rica       | Ciudad de Guatemala              | Fase de grupos                   | 8                                | 0                                        | 0                                | 0                                |
| 4 de octubre de 2011             | Costa Rica 4 – 0 Honduras        | Ciudad de Guatemala              | Fase de grupos                   | 0                                | 0                                        | 0                                | 0                                |

### Premundial Femenino Concacaf
| Premundial Femenino Concacaf | Premundial Femenino Concacaf      | Premundial Femenino Concacaf | Premundial Femenino Concacaf | Premundial Femenino Concacaf | Premundial Femenino Concacaf             | Premundial Femenino Concacaf | Premundial Femenino Concacaf |
| Fecha                        | Partido                           | Sede                         | Fase                         | Amonestado                   | Otorgado · Otorgado otra vez · Expulsado | Expulsado                    | Anotado · Penal              |
| ---------------------------- | --------------------------------- | ---------------------------- | ---------------------------- | ---------------------------- | ---------------------------------------- | ---------------------------- | ---------------------------- |
| 17 de octubre de 2018        | Canadá 0 – 2 Estados Unidos       | Frisco                       | Final                        | 5                            | 0                                        | 0                            | 0                            |
| 11 de octubre de 2018        | Costa Rica 1 – 3 Canadá           | Edinburg                     | Fase de grupos               | 3                            | 0                                        | 0                            | 0                            |
| 2 de septiembre de 2018      | Jamaica 6 – 1 Cuba                | Kingston                     | Ronda Final (Clasificación)  | 5                            | 0                                        | 0                            | 1                            |
| 31 de agosto de 2018         | Trinidad y Tobago 1 – 4 Jamaica   | Kingston                     | Ronda Final (Clasificación)  | 3                            | 0                                        | 0                            | 0                            |
| 27 de agosto de 2018         | BMU 0 – 4 Jamaica                 | Kingston                     | Ronda Final (Clasificación)  | 1                            | 0                                        | 0                            | 0                            |
| 26 de octubre de 2014        | Costa Rica 0 – 6 Estados Unidos   | Filadelfia                   | Final                        | 2                            | 0                                        | 0                            | 0                            |
| 20 de octubre de 2014        | Trinidad y Tobago 2 – 1 Guatemala | Washington D. C.             | Fase de grupos               | 2                            | 0                                        | 0                            | 1                            |
| 1 de noviembre de 2010       | Estados Unidos 4 – 0 Costa Rica   | Cancún                       | Fase de grupos               | 1                            | 0                                        | 0                            | 1                            |

### Campeonato Femenino Sub-17 de la Concacaf
| Campeonato Femenino Sub-17 de la Concacaf | Campeonato Femenino Sub-17 de la Concacaf | Campeonato Femenino Sub-17 de la Concacaf | Campeonato Femenino Sub-17 de la Concacaf | Campeonato Femenino Sub-17 de la Concacaf | Campeonato Femenino Sub-17 de la Concacaf | Campeonato Femenino Sub-17 de la Concacaf | Campeonato Femenino Sub-17 de la Concacaf |
| Fecha                                     | Partido                                   | Sede                                      | Fase                                      | Amonestado                                | Otorgado · Otorgado otra vez · Expulsado  | Expulsado                                 | Anotado · Penal                           |
| ----------------------------------------- | ----------------------------------------- | ----------------------------------------- | ----------------------------------------- | ----------------------------------------- | ----------------------------------------- | ----------------------------------------- | ----------------------------------------- |
| 4 de mayo de 2012                         | Jamaica 0 – 4 Canadá                      | Ciudad de Guatemala                       | Fase de grupos                            | 1                                         | 0                                         | 0                                         | 0                                         |
| 20 de marzo de 2010                       | Costa Rica 0 – 6 Estados Unidos           | Alajuela                                  | Tercer Puesto                             | 1                                         | 0                                         | 0                                         | 0                                         |
| 14 de marzo de 2010                       | Costa Rica 0 – 10 Estados Unidos          | Alajuela                                  | Fase de grupos                            | 1                                         | 0                                         | 0                                         | 0                                         |
| 12 de marzo de 2010                       | Estados Unidos 13 – 0 Islas Caimán        | Alajuela                                  | Fase de grupos                            | 3                                         | 0                                         | 0                                         | 0                                         |

### Copa Mundial Femenina de Fútbol Sub-20
| Copa Mundial Femenina de Fútbol Sub-20 | Copa Mundial Femenina de Fútbol Sub-20                                              | Copa Mundial Femenina de Fútbol Sub-20 | Copa Mundial Femenina de Fútbol Sub-20 | Copa Mundial Femenina de Fútbol Sub-20 | Copa Mundial Femenina de Fútbol Sub-20   | Copa Mundial Femenina de Fútbol Sub-20 | Copa Mundial Femenina de Fútbol Sub-20 |
| Fecha                                  | Partido                                                                             | Sede                                   | Fase                                   | Amonestado                             | Otorgado · Otorgado otra vez · Expulsado | Expulsado                              | Anotado · Penal                        |
| -------------------------------------- | ----------------------------------------------------------------------------------- | -------------------------------------- | -------------------------------------- | -------------------------------------- | ---------------------------------------- | -------------------------------------- | -------------------------------------- |
| 4 de septiembre de 2012                | Japón 0 – 3 Archivado el 15 de noviembre de 2018 en Wayback Machine. Alemania       | Tokio                                  | Semifinal                              | 0                                      | 0                                        | 0                                      | 0                                      |
| 22 de agosto de 2012                   | Italia 0 – 2 Archivado el 15 de noviembre de 2018 en Wayback Machine. Corea del Sur | Saitama                                | Fase de grupos                         | 6                                      | 1                                        | 0                                      | 0                                      |
| 20 de agosto de 2012                   | Corea del Norte 4 – 2 Noruega                                                       | Kobe                                   | Fase de grupos                         | 2                                      | 0                                        | 0                                      | 1                                      |

### Juegos Panamericanos
| Juegos Panamericanos  | Juegos Panamericanos   | Juegos Panamericanos | Juegos Panamericanos | Juegos Panamericanos | Juegos Panamericanos                     | Juegos Panamericanos | Juegos Panamericanos |
| Fecha                 | Partido                | Sede                 | Fase                 | Amonestado           | Otorgado · Otorgado otra vez · Expulsado | Expulsado            | Anotado · Penal      |
| --------------------- | ---------------------- | -------------------- | -------------------- | -------------------- | ---------------------------------------- | -------------------- | -------------------- |
| 20 de octubre de 2011 | Chile 0 – 1 Colombia   | Zapopan              | Fase de grupos       | 3                    | 0                                        | 0                    | 0                    |
| 18 de octubre de 2011 | Argentina 0 – 2 Brasil | Zapopan              | Fase de grupos       | 3                    | 0                                        | 0                    | 0                    |

### Copa Mundial de Fútbol Femenino Sub-17
| Copa Mundial de Fútbol Femenino Sub-17 | Copa Mundial de Fútbol Femenino Sub-17                                                  | Copa Mundial de Fútbol Femenino Sub-17 | Copa Mundial de Fútbol Femenino Sub-17 | Copa Mundial de Fútbol Femenino Sub-17 | Copa Mundial de Fútbol Femenino Sub-17   | Copa Mundial de Fútbol Femenino Sub-17 | Copa Mundial de Fútbol Femenino Sub-17 |
| Fecha                                  | Partido                                                                                 | Sede                                   | Fase                                   | Amonestado                             | Otorgado · Otorgado otra vez · Expulsado | Expulsado                              | Anotado · Penal                        |
| -------------------------------------- | --------------------------------------------------------------------------------------- | -------------------------------------- | -------------------------------------- | -------------------------------------- | ---------------------------------------- | -------------------------------------- | -------------------------------------- |
| 13 de noviembre de 2018                | Uruguay 0 – 5 Archivado el 14 de noviembre de 2018 en Wayback Machine. Ghana            | Montevideo                             | Fase de grupos                         | 1                                      | 0                                        | 0                                      | 0                                      |
| 22 de marzo de 2014                    | Corea del Norte 4 – 3 Archivado el 15 de noviembre de 2018 en Wayback Machine. Alemania | Alajuela                               | Fase de grupos                         | 2                                      | 0                                        | 0                                      | 1                                      |
| 15 de marzo de 2014                    | Italia 2 – 0 Archivado el 15 de noviembre de 2018 en Wayback Machine. Zambia            | San José                               | Fase de grupos                         | 3                                      | 0                                        | 0                                      | 0                                      |

### Juegos Olímpicos
| [[]]                 | [[]]                                                                                    | [[]]           | [[]]             | [[]]       | [[]]                                     | [[]]      | [[]]            |
| Fecha                | Partido                                                                                 | Sede           | Fase             | Amonestado | Otorgado · Otorgado otra vez · Expulsado | Expulsado | Anotado · Penal |
| -------------------- | --------------------------------------------------------------------------------------- | -------------- | ---------------- | ---------- | ---------------------------------------- | --------- | --------------- |
| 30 de julio de 2021  | Suecia 3 – 1 Japón                                                                      | Saitama        | Cuartos de final | 2          | 0                                        | 0         | 1               |
| 21 de julio de 2021  | Australia 2 – 1 Nueva Zelanda                                                           | Tokio          | Fase de grupos   | 2          | 0                                        | 0         | 0               |
| 16 de agosto de 2016 | Brasil 0 – 0 (p. 3 - 4) Archivado el 15 de noviembre de 2018 en Wayback Machine. Suecia | Río de Janeiro | Semifinal        | 5          | 0                                        | 0         | 0               |
| 9 de agosto de 2016  | Nueva Zelanda 0 – 3 Archivado el 15 de noviembre de 2018 en Wayback Machine. Francia    | Salvador       | Fase de grupos   | 2          | 0                                        | 0         | 1               |
| 6 de agosto de 2016  | Brasil 5 – 1 Archivado el 15 de noviembre de 2018 en Wayback Machine. Suecia            | Río de Janeiro | Fase de grupos   | 2          | 0                                        | 0         | 1               |

### Copa Mundial Femenina de Fútbol
| Copa Mundial Femenina de Fútbol | Copa Mundial Femenina de Fútbol                                                   | Copa Mundial Femenina de Fútbol | Copa Mundial Femenina de Fútbol | Copa Mundial Femenina de Fútbol | Copa Mundial Femenina de Fútbol          | Copa Mundial Femenina de Fútbol | Copa Mundial Femenina de Fútbol |
| Fecha                           | Partido                                                                           | Sede                            | Fase                            | Amonestado                      | Otorgado · Otorgado otra vez · Expulsado | Expulsado                       | Anotado · Penal                 |
| ------------------------------- | --------------------------------------------------------------------------------- | ------------------------------- | ------------------------------- | ------------------------------- | ---------------------------------------- | ------------------------------- | ------------------------------- |
| 27 de junio de 2019             | Noruega 0 – 3 Inglaterra                                                          | El Havre                        | Cuartos de final                | 1                               | 0                                        | 0                               | 0                               |
| 18 de junio de 2019             | Italia 0 – 1 Brasil                                                               | Grenoble                        | Fase de grupos                  | 3                               | 0                                        | 0                               | 1                               |
| 11 de junio de 2019             | Chile 0 – 2 Suecia                                                                | Rennes                          | Fase de grupos                  | 3                               | 0                                        | 0                               | 0                               |
| 23 de junio de 2015             | Japón 2 – 1 Archivado el 15 de noviembre de 2018 en Wayback Machine. Países Bajos | Vancouver                       | Octavos de final                | 1                               | 0                                        | 0                               | 0                               |
| 16 de junio de 2015             | Australia 1 – 1 Archivado el 15 de noviembre de 2018 en Wayback Machine. Suecia   | Edmonton                        | Fase de grupos                  | 0                               | 0                                        | 0                               | 0                               |
| 8 de junio de 2015              | Japón 1 – 0 Archivado el 15 de noviembre de 2018 en Wayback Machine. Suiza        | Vancouver                       | Fase de grupos                  | 3                               | 0                                        | 0                               | 1                               |

### Copa SheBelieves
| Copa SheBelieves   | Copa SheBelieves             | Copa SheBelieves | Copa SheBelieves | Copa SheBelieves | Copa SheBelieves                         | Copa SheBelieves | Copa SheBelieves |
| Fecha              | Partido                      | Sede             | Fase             | Amonestado       | Otorgado · Otorgado otra vez · Expulsado | Expulsado        | Anotado · Penal  |
| ------------------ | ---------------------------- | ---------------- | ---------------- | ---------------- | ---------------------------------------- | ---------------- | ---------------- |
| 4 de marzo de 2018 | Estados Unidos 1 – 1 Francia | Nueva Jersey     | -                | 3                | 0                                        | 0                | 0                |

### Amistosos internacionales
| Amistosos          | Amistosos                  | Amistosos | Amistosos | Amistosos  | Amistosos                                | Amistosos | Amistosos       |
| Fecha              | Partido                    | Sede      | Fase      | Amonestado | Otorgado · Otorgado otra vez · Expulsado | Expulsado | Anotado · Penal |
| ------------------ | -------------------------- | --------- | --------- | ---------- | ---------------------------------------- | --------- | --------------- |
| 7 de junio de 2018 | Estados Unidos 1 – 0 China | Sandy     | -         | 1          | 0                                        | 0         | 0               |

## Premios
En el 2017 se hizo acreedora al Premio Concacaf 2017 en la categoría de Árbitro del año.
Premio Nacional de Deportes 2020